# Мортье-де-Фонтен, Анри Луи Станислас
Анри Луи Станислас Мортье-де-Фонтен, Генрих Луи Станислав Мортье де Фонтен (фр. Henri-Louis-Stanislas Mortier de Fontaine; 13 мая 1816, в Вишневце — 10 мая 1883, Лондон) — польско-французский пианист.
Учился в Варшаве у Юзефа Эльснера вместе с Фридериком Шопеном. Дебютировал в 1832 году в Данциге, на следующий год появился в Париже. С 1837 г. путешествовал по Италии, вернулся в Париж в 1840 году. Был дружен с Ференцем Листом, стал крестным отцом его дочери, Лист посвятил ему сделанное им двухручное переложение Трёх маршей Франца Шуберта. В 1847 г. привлёк всеобщее внимание концертным исполнением сонаты Людвига ван Бетховена «Хаммерклавир» Op. 106, которая тогда считалась исключительно трудной.
В 1850 г. обосновался в России, в 1853—1860 гг. преподавал в Санкт-Петербурге. Цикл «исторических концертов» Мортье-де-Фонтена в Петербурге в 1853 году, по мнению некоторых исследователей, является одним из ранних предвестников исторически ориентированного исполнительства.
С 1860 г. работал в Мюнхене, продолжая выступать в различных городах Европы с концертами старинной музыки, вёл также педагогическую деятельность (у него, в частности, учились Вильгельм Кинцль и Эдуард Франк). Затем жил в Париже, последние годы жизни провёл в Лондоне.